# Gaunkofen
Gaunkofen ist ein Ortsteil des Marktes Essenbach im niederbayerischen Landkreis Landshut.

## Geographie
Der Weiler liegt nordwestlich des Kernortes Essenbach. Am nördlichen Ortsrand fließt der Gaunkofener Bach und verläuft die Kreisstraße LA 6.

## Sehenswürdigkeiten
In der Liste der Baudenkmäler in Essenbach ist für Gaunkofen ein Baudenkmal aufgeführt:
- Die Hofkapelle ist ein massiver Satteldachbau mit Dachreiter. Der neugotische Bau stammt aus der zweiten Hälfte des 19. Jahrhunderts.